# RE;STORY
『RE;STORY』（リ・ストーリー）は、喜多村英梨の1枚目オリジナルアルバム。2012年7月25日にスターチャイルドから発売された。

## 概要
自身初となるオリジナルアルバムで、「Be Starters!」、「紋」、「Be A Diamond」、「Happy Girl」の既発曲4曲に加え、新規収録曲9曲を加えた計13曲で構成されている。「紋」と同じタイアップ曲の「雪華」は未収録。販売形態は初回限定盤と通常盤の2種リリースで、前者は別冊撮り下ろし写真集ブックレットの三方背ケース付きデジパック仕様になっている。
ディスクジャケットは喜多村曰く白と黒の魔道士風の衣装を着た2種類のバージョンになっており、初回限定盤が白い衣装を着た「白エリ」、通常盤が黒い衣装を着た「黒エリ」がそれぞれ表紙を飾っている。 前者は喜多村本人が黒系の衣装が好きなこともあり、素の喜多村を表現しているが、白と黒という相反する衣装を着ている点も、「本当の自分」という意味が隠されている
アルバムの内容は、自身が嵌っているメタルロックやシンフォニックメタルを追求するため、耽美な世界観やメロディアスな曲調が組み込まれたヴィジュアル系を彷彿とさせる内容になっている。
また、本作の発売のプロモーションとして2012年7月23日から29日までの1週間自身初のアドトレーラーが都内を走行した。

## チャート成績
2012年8月6日付オリコン週間アルバムチャートで16747枚売り上げ、初登場5位を記録した。

## 収録曲
1. re;story [4:30]
作詞・作曲：山崎寛子、編曲：河合英嗣・山崎寛子、ストリングスアレンジ：菊谷知樹
本作のリード曲。喜多村曰く「ゴリゴリした気持ちをやりたい気持ちを引っ張っていってくれる曲」で、今までの喜多村の楽曲を総括した集大成のような感じに仕上がっている。歌詞の内容は、女戦士が自己革命する力強い内容になっている[4]。
2. Veronica [3:54]
作詞・作曲・編曲：河合英嗣
「綺麗な女性が情熱的に歌うイメージ」を表現した楽曲で、喜多村も「口紅のCMで流れそうな曲」であると述べている[4]。
3. 紋 [4:02]
作詞：山崎寛子、作曲：市川淳、編曲：齋藤真也
  - テレビアニメ『C³ -シーキューブ-』後期オープニングテーマ
4. 足跡 [4:41]
作詞：山崎寛子、作曲・編曲：河合英嗣
5. alive [4:17]
作詞・作曲：山口朗彦、編曲：山口朗彦・河合英嗣、ストリングスアレンジ：菊谷知樹
女の子がキュンとくる曲で、歌詞の内容も少女漫画のヒーローのモノローグを思わせるものに仕上がっている[4]。
6. Baby Butterfly [4:19]
作詞・作曲・編曲：河合英嗣、ブラスアレンジ：竹上良成
7. LOVE&HATE [4:15]
作詞・作曲・編曲：河合英嗣
8. brand-new blood [3:44]
作詞：河合英嗣、作曲・編曲：Sub.T
9. Be Starters! [3:52]
作詞：大森祥子、作曲：山口朗彦、編曲：山口朗彦・河合英嗣、ストリングスアレンジ：菊谷知樹
  - テレビアニメ『まよチキ!』オープニングテーマ
10. →↑ [4:05]
作詞：喜多村英梨、作曲：山口朗彦、編曲：河合英嗣
題名は「マイ・ウェイ」と読む。喜多村曰く「オシャレ系ヴィジュルロック」。友人や知人と歌えるライブ感やパーティー感を大切にした内容であると同時に、リスナーへのメッセージソングにもなっている[4]。
11. Happy Girl [3:58]
作詞：大森祥子、作曲：河合英嗣、編曲：河合英嗣・山崎寛子、ストリングスアレンジ：菊谷知樹
  - テレビアニメ『パパのいうことを聞きなさい!』オープニングテーマ
12. My Singing [3:51]
作詞：山崎寛子、作曲：山口朗彦、編曲：河合英嗣
13. Be A Diamond [4:10]
作詞：喜多村英梨、作曲・編曲：河合英嗣

## 参加ミュージシャン
| パート                 | ミュージシャン         | 演奏曲                |
| ---------------------- | ---------------------- | --------------------- |
| ギター                 | Syu                    | #1                    |
| ギター                 | 河合英嗣               | #2,#4-7,#9-13         |
| ギター                 | 木島靖夫               | #3                    |
| ギター                 | Sub.T                  | #8                    |
| ベース                 | 黒須克彦               | #1                    |
| ベース                 | IKUO                   | #2,#4                 |
| ベース                 | 山口寛雄               | #3                    |
| ベース                 | 須長和広               | #5                    |
| ベース                 | 山田裕之               | #6                    |
| ベース                 | Sub.T                  | #8                    |
| ベース                 | 田辺トシノ             | #9,#10,#13            |
| ベース                 | TOKIE                  | #12                   |
| ドラムス               | かどしゅんたろう       | #1,#2,#4,#12          |
| ドラムス               | 福長雅夫               | #3                    |
| ドラムス               | 佐野康夫               | #5                    |
| ドラムス               | 高尾俊行               | #6                    |
| ドラムス               | MAKOTO                 | #8                    |
| ドラムス               | 楠瀬拓哉               | #10                   |
| ドラムス               | 野崎真助               | #13                   |
| キーボード             | 山口朗彦               | #5,#9                 |
| キーボード             | 山崎寛子               | #11                   |
| ピアノ                 | 佐藤五魚               | #12                   |
| ピアノ                 | 草間信一               | #6                    |
| トランペット           | 中野勇介               | #6                    |
| トロンボーン           | 鹿討奏                 | #6                    |
| アルト・テナーサックス | 竹上良成               | #6                    |
| ストリングス           | 大先生室屋ストリングス | #1,#5,#9,#11          |
| プログラミング         | 河合英嗣               | #1.2.4.6.7.9.10.12.13 |
| プログラミング         | 山崎寛子               | #1.11                 |
| プログラミング         | 山口朗彦               | #5                    |
| プログラミング         | Takashi Nakayama       | #8                    |